# Kneža, Djekše
 Kneža (nemško Grafenbach)  na Koroškem je gorska vas v občini Djekše  na Svinški planini v  Okraju Velikovec, Koroška, (Avstrija). Kraj šteje 118 prebivalcev, in po ljudskem štetju leta 2011  sodi med tiste, kjer manjšinski koroški Slovenci predstavljajo med 10 in 25 % prebivalstva – oziroma 10,8%. Prebivalci se ukvarjajo z gorskim kmetijstvom predvsem pa turizmom.

## Geografska lega
Kneža leži 4 km vzhodno od Djekš, na prehodu iz noriške regije na južno Koroško na Svinški planini, na nadmorski višini 1161 m v  Okraju Velikovec.

## Zgodovina
V vasi je ena izmed najstarejših utrjenih cerkva na Koroškem. Posvečena je Sv. Mariji Magdaleni. Cerkev in s tem vas je prvič dokumentirana v darovnici iz leta 1309. Cerkev je bila utrjena za časa turških vpadov. Cerkev je utrdilo lokalno prebivalstvo (podložniki) po petih turških vpadih na Koroško med letoma 1473 in 1483, in še posebej po prvem turškem obleganju Dunaja leta 1529 in turškem vojaškem pohodu leta 1532. Leta 1487 je postala samostojna župnija. Zgodovinarji v ta čas postavljajo še dobro ohranjen obrambni kamniti zid debel 75 cm in visok 3,75 m z vgrajenim dvonadstropnim vhodnim stolpom v notranjost sedmero kotne cerkve. Sama današnja cerkev je poznogotska stavba iz zgodnjega 16. stoletja.
V slovensko govorečem kraju je bila šele leta 1921 ustanovljena šola, s tem da je kapitelj v Velikovcu dal v najem v župnišču v Kneži, ki se je ustrezno preurejen uporabljal za učilnico. Leta 1929 je bil ravnatelj šole Janez Jež (Johann Jesch). Po drugi svetovni vojni je kot učitelj nastopil Kočevski Nemec Eduard Leustik., saj je takrat primanjkovalo učiteljev za jezikovno mešano območje Koroške, ki so obvladovali slovenski jezik. Tako kot na ostalem mešanem ozemlju je bila tudi na tej šoli učni jezik slovenščina in sicer v prvem do tretjega razreda vsi predmeti polovično v slovenskem in nemškem jeziku; v 4. in 5. razredu je bilo 3 ure pouka slovenskega jezika ter verski pouk, ki je bil v materinem jeziku. V šoli v Kneži so bili vse do leta 1949 le razredi za fante, šele tega leta je bil ustanovljen poseben razred za dekleta.

## Prebivalstvo - Slovenska narodnostna meja
Kraj je bil včasih popolnoma slovenski, in je bil na delu severne narodnostne poselitvene meje. Danes pa na slovensko prebivalstvo spominjajo večinoma še imena (ledinska in družinska) npr. koča (koscha) ali družinski priimki npr. Napečnik (Napetschnig) , Polesnik (Polessnig) ali Tetiček (Tetitschek). 
Po zadnjem Avstro-Ogrskem popisu prebivalstva iz leta 1910 je okoli 88% prebivalcev takratne občine Djekše navedlo slovenščino kot svoj vsakdanji pogovorni jezik. Število prebivalcev v zadnjih 80 letih upada; še leta 1991 je v kraju živelo 130 ljudi, pa tudi narodnostna asimilacija poteka dokaj intenzivno. Še leta 1951 se je za Slovence prištevalo 12,3% prebivalcev. Zanimivost: eden od največjih kmetov in zelo zaveden Slovenec v kraju je bil konec 50-tih let preteklega stoletja Rode, zaselek pa se je imenoval Rodetov dvor Rode-Hof.

## Združenja
- Vaška skupnost Kneža
- Prostovoljna gasilsko društvo Kneža

### Zgradbe
- Župnijska cerkev Sv. Marije Magdalene Kneža